# Cinci oameni la drum
Cinci oameni la drum este un film românesc din 1962 regizat de Mihai Bucur, Gabriel Barta. Rolurile principale au fost interpretate de actorii Lazăr Vrabie, Ilarion Ciobanu, Ion Ciprian.

## Distribuție
Distribuția filmului este alcătuită din:
- Marcel Anghelescu — Dobre
- Lazăr Vrabie — Ionescu
- Rodica Tapalagă — Viorica
- Victor Kerteș
- Aurel Cioranu — Ducu
- Nicolae Turcu
- Ilarion Ciobanu — Crăciun
- Lucia Mara — Ioana
- Iarina Demian
- Dana Comnea — Marga
- Nicolae Ifrim
- Ion Anghel
- Mihai Dogaru
- Dumitru Chesa
- Dorin Dron
- Victor Rebengiuc — Toma
- Ion Ciprian — Năică
- Sandu Sticlaru — Prodan

## Primire
Filmul a fost vizionat de 1.052.265 de spectatori în cinematografele din România, după cum atestă o situație a numărului de spectatori înregistrat de filmele românești de la data premierei și până la data de 31 decembrie 2014 alcătuită de Centrul Național al Cinematografiei.